# Solaris (roman)
Pour les articles homonymes, voir Solaris.
Solaris (titre original : Solaris) est un roman de science-fiction, publié en 1961 par l'auteur polonais Stanisław Lem.

## Résumé
Solaris est une planète orbitant autour de deux soleils et dont la surface est entièrement recouverte par un océan de matière protoplasmique. Cet océan crée à sa surface de gigantesques formations qui ont été baptisées en fonction de leurs formes ou de leurs spécificités : « Longus », « Mimoïdes », « Agilus », « Vertébridés », « Symétriades », « Asymétriades », etc. Ce phénomène a suscité l’intérêt de nombreux scientifiques qui l’étudient depuis presque un siècle ; ceux-ci ont fondé une nouvelle discipline scientifique, la solaristique. L’idée selon laquelle l’océan constituerait une forme de vie s’est progressivement imposée parmi les solaristes. La question est alors devenue de savoir s’il pourrait être doué d’intelligence, ce que prétendent de nombreuses théories, qui tentent de comprendre la finalité des structures qui apparaissent à la surface de l’océan. Cependant, toutes les tentatives effectuées jusqu’au début du roman pour entrer en contact avec cette « créature » se sont soldées par des échecs. Malgré tous leurs efforts, les chercheurs ne sont guère plus avancés que lors de la découverte de cette planète. En conséquence, l’intérêt pour Solaris s’est fortement émoussé au fil des années, entraînant une réduction draconienne des financements alloués aux recherches. La solaristique se trouve dans une impasse.
Le roman débute avec l’arrivée du professeur Kris Kelvin à bord de la station d’observation gravitant dans l’atmosphère de Solaris, une station spatiale gigantesque datant de l’âge d’or de la solaristique, mais qui n’héberge plus à présent que trois occupants. Kelvin est un psychologue renommé qui a publié plusieurs articles remarqués sur l’océan protoplasmique. Sa venue sur la station est motivée par un message énigmatique que lui a adressé Gibarian, l’un des scientifiques en poste à bord, qui est un ami de longue date. Dès son arrivée, Kelvin constate que quelque chose ne va pas : les lieux sont dans un état de grand désordre, il découvre que Gibarian s’est suicidé et constate que les deux autres scientifiques présents sur la station, Snaut et Sartorius, manifestent des troubles psychologiques inquiétants. Lui-même pense voir sa raison vaciller lorsqu’il voit apparaître, à son réveil, sa femme Harey, qui s’était suicidée à cause de lui dix ans auparavant ! Il finit par comprendre que les deux autres occupants de la station sont, comme lui, visités par des créatures issues de leur mémoire ou bien enfouies dans leur inconscient, ce qui explique leur comportement étrange. Ces « visiteurs » inhumains ou, mieux, « anhumains », sont des « simulacres », des créations dont l’Océan protoplasmique et intelligent est allé puiser le modèle dans le cerveau des astronautes. Ces créatures indestructibles (Harey auto-répare ses blessures à vue d’œil) ont commencé à apparaître après une expérience hostile et interdite par une convention que les trois scientifiques ont réalisée dans une ultime tentative pour établir un contact avec la créature (un bombardement massif de rayons X). Kelvin est effrayé et troublé par la présence de la pseudo-Harey, qui ignore sa véritable nature mais sait ne pas être la vraie Harey qu'elle jalouse. Kris est en proie à un dilemme : tenter de se débarrasser en vain d’une femme artificiellement créée par l’Océan à partir de ses propres souvenirs, désirs, émotions, rêves (et aussi culpabilité), ou bien céder — comme apparemment ses compagnons d’infortune — à la tentation de vivre (éternellement ?) un bonheur auprès d’un simulacre. Il est de plus en plus capté par sa relation avec la pseudo-Harey, au point de vouloir retourner sur Terre avec elle. Ses collègues lui démontrent l’inanité de son idée : elle n’y survivrait pas ; ils préparent, au contraire, un appareil qui permettra de se débarrasser définitivement des « fantômes » créés par Solaris.
La raison de l’envoi de « Visiteurs » par l’Océan dans la station orbitale constitue une énigme pour les astronautes. Peut-il s’agir d’un début de relation entre l’Océan protoplasmique et les humains, enfin un premier « contact » ? Ensuite, l’Océan finit par cesser de régénérer ses créatures. La pseudo-Harey, qui comprend qu’elle ne peut pas continuer à vivre dans cette situation, se suicide – ou plus exactement, accepte de laisser Sartorius utiliser sur elle l’« annihilateur » qu’il a inventé. Vers la fin du roman, Kelvin décide d’aller faire enfin une excursion sur Solaris, à bord des navettes ad hoc. Une vague vient lentement toucher l’astronaute, lorsque celui-ci décide d’amerrir sur cet océan « solidifié ». Il revient à bord de la station, et la toute fin laisse intacte les interrogations soulevées : on ne saura jamais quelle est la nature exacte de cette planète ; on ne saura pas ce que sont devenues les créatures vues par les autres scientifiques ; le destin de Kelvin reste inconnu, même s’il semble qu’il soit tenté de demeurer à proximité de Solaris. C’est une fin parfaitement « ouverte » qui clôt ce récit – cependant écrit à la première personne, du point de vue du héros.

## Quelques éditions en français
- Denoël, coll. « Présence du futur », 1966 (BNF 33076090).
- Éditions Rencontre, coll. « Chefs-d'œuvre de la science-fiction »[1], préface de Jacques Bergier, Lausanne, 1970 (BNF 35211803).
- Culture, art, loisirs, coll. « Les chefs-d'œuvre de la science-fiction et du fantastique », illustrations d’Isabelle Drouin[2], Paris, 1974 (BNF 34617613).
- Gallimard, coll. « Folio. Science-fiction », 2002  (ISBN 2-07-042239-9) (BNF 38819389).

## Adaptations

### Cinéma
- Solaris, téléfilm de Boris Nirenburg et Lidia Isinbaïeva réalisé pour la télévision soviétique, sorti en 1968.
- Solaris, film d'Andreï Tarkovski, sorti en URSS en 1972.
- Solaris, film de Steven Soderbergh, sorti aux États-Unis en 2002.

### Théâtre
- Solaris, d’après le roman de Stanisław Lem, traduction de Jean-Michel Jasienko, mise en scène Pascal Kirsch, coproduction Compagnie Rosebud, Théâtre des Quartiers d'Ivry, MC2 (Grenoble), 2020[3]

### Opéra
- 1995-1996 : Solaris, opéra de chambre, livret et composition de Michael Obst, commande de la biennale de Munich[4].
- 2012 : Solaris, opéra, composé par Detlev Glanert, sur un livret de Reinhard Palm, à l’occasion du festival de Brégence[5].
- 2013-2014 : Solaris, opéra-ballet, composé par Dai Fujikura et sur un livret, une mise en scène, une chorégraphie, des décors, des costumes et des lumières de Saburo Teshigawara[6],[7], présenté au théâtre des Champs-Élysées, à l’opéra de Lille et à l’opéra de Lausanne en 2015.